# Kreuzmühle (Marktrodach)
Kreuzmühle ist ein Gemeindeteil des Marktes Marktrodach im Landkreis Kronach (Oberfranken, Bayern). In der Kreuzmühle befindet sich seit ca. 1700 ein Sägewerk.

## Geographie
Die Einöde bildet mit Oberrodach im Osten und Unterrodach im Westen eine geschlossene Siedlung. Sie liegt an einem linken Seitenarm der Rodach und an der Bundesstraße 173.

## Geschichte
Gegen Ende des 18. Jahrhunderts gehörte Kreuzmühle zur Realgemeinde Oberrodach. Das Hochgericht übte das bambergische Centamt Kronach aus, was allerdings auch vom bayreuthischen Vogteiamt Seibelsdorf beansprucht wurde. Das Rittergut Nagel-Oberlangenstadt war Grundherr der Schneidmühle.
Mit dem Gemeindeedikt wurde Kreuzmühle dem 1808 gebildeten Steuerdistrikt Zeyern und der 1818 gebildeten Ruralgemeinde Oberrodach zugewiesen. Am 1. Mai 1978 wurde die Gemeinde Marktrodach gebildet, in die die ehemalige Gemeinde Oberrodach eingegliedert wurde.

### Einwohnerentwicklung
| Jahr      | 001818 | 001861 | 001871 | 001885 | 001900 | 001925 | 001950 | 001961 | 001970 | 001987 |
| Einwohner |        | 6      | 8      | 5      | 1      | 7      | 9      | 3      | 1      | 3      |
| Häuser    | 1      |        |        | 1      | 1      | 1      | 1      | 1      |        | 1      |
| Quelle    | [ 5 ]  | [ 7 ]  | [ 8 ]  | [ 9 ]  | [ 10 ] | [ 11 ] | [ 12 ] | [ 13 ] | [ 14 ] | [ 1 ]  |

## Religion
Der Ort ist evangelisch-lutherisch geprägt und nach St. Andreas (Seibelsdorf) gepfarrt.